# Gymnoscelis incertata
Gymnoscelis incertata är en fjärilsart som beskrevs av Pierre Millière 1875. Gymnoscelis incertata ingår i släktet Gymnoscelis och familjen mätare. Inga underarter finns listade i Catalogue of Life.